# Lars Gathenhielm
Uppslagsordet ”Lasse i Gatan” leder hit. För restaurangen, se artikeln om E-Type.
Lars Gathenhielm, före adlandet 1715 Lars Andersson Gathe, även kallad Lasse i Gatan, född 30 november 1689 i Onsala socken i norra Halland, död 25 april 1718 i Göteborg, var en svensk kapare, kommendör, skeppsredare och affärsman. Genom fullmakt från Karl XII bedrev Gathenhielm en omfattande verksamhet, med Göteborg som bas. Under åtta års kaparverksamhet köpte och utrustade Gathenhielm, och var delägare i, ett femtiotal fartyg samt kapade fler än 80 stycken.
Gathenhielm anklagades vid ett par tillfällen för ren piratverksamhet, men beskyddades av kungen själv och dömdes aldrig för detta. I början av år 1718 anklagades Gathenhielm för smugglingsförsök, men avled vid 28 års ålder i sviterna av bentuberkulos, innan han kunde ställas inför rätta. Begravningen ägde rum den 4 maj 1718. Efter hans död drevs kaparimperiet framgångsrikt vidare av hans hustru, Ingela Hammar.
På en hög klippa vid havet i Särö, reste år 1901 Föreningen Särö Vänner den Gathenhielmska stenen till minne av Lars Gathenhielm.

## Biografi

### Uppväxt
Lars Gathenhielm föddes på gården Gatan i Onsala socken i Halland. Hans föräldrar var fyrinspektören, redaren, skepparen och skeppsbyggaren Anders Börjesson Gathe på Vässingsö (13 december 1647–22 mars 1710) och hans hustru Kerstin Larsdotter Hjelm (11 september 1654–10 juli 1735), dotter till Lars Matsson, en kvarnägare i Hjälm, Fjärås socken. Anders Börjesson hade anlagt ett större repslageri (reparebana) och segelmakeri hemma på gården. De fick tillsammans nio barn. Efter makens död gifte Kerstin Larsdotter Hjelm om sig med majoren Johan Baltzar Callén.
Om Lars Gathenhielm heter det att: "...han lärde sig hvarken läsa eller skrifva, men kunde sköta segel, var modig, samvetslös och djerf". Han finns dock inskriven på Göteborgs gymnasium år 1706 som Laurentius Gathe, men ej 1707. John Norcross skriver i sin självbiografi, utgiven på danska år 1756 (Den engelska capare-capitainen John Norcross sälsamma levnadslopp och trettioåriga fångenskap, egenhändigt beskrivit i dess fängelse på castellet vid Köpenhamn) att Gathenhielm tidigt talade mycket god engelska, och i början av 1711 befann han sig i England.

### Kaparverksamhet

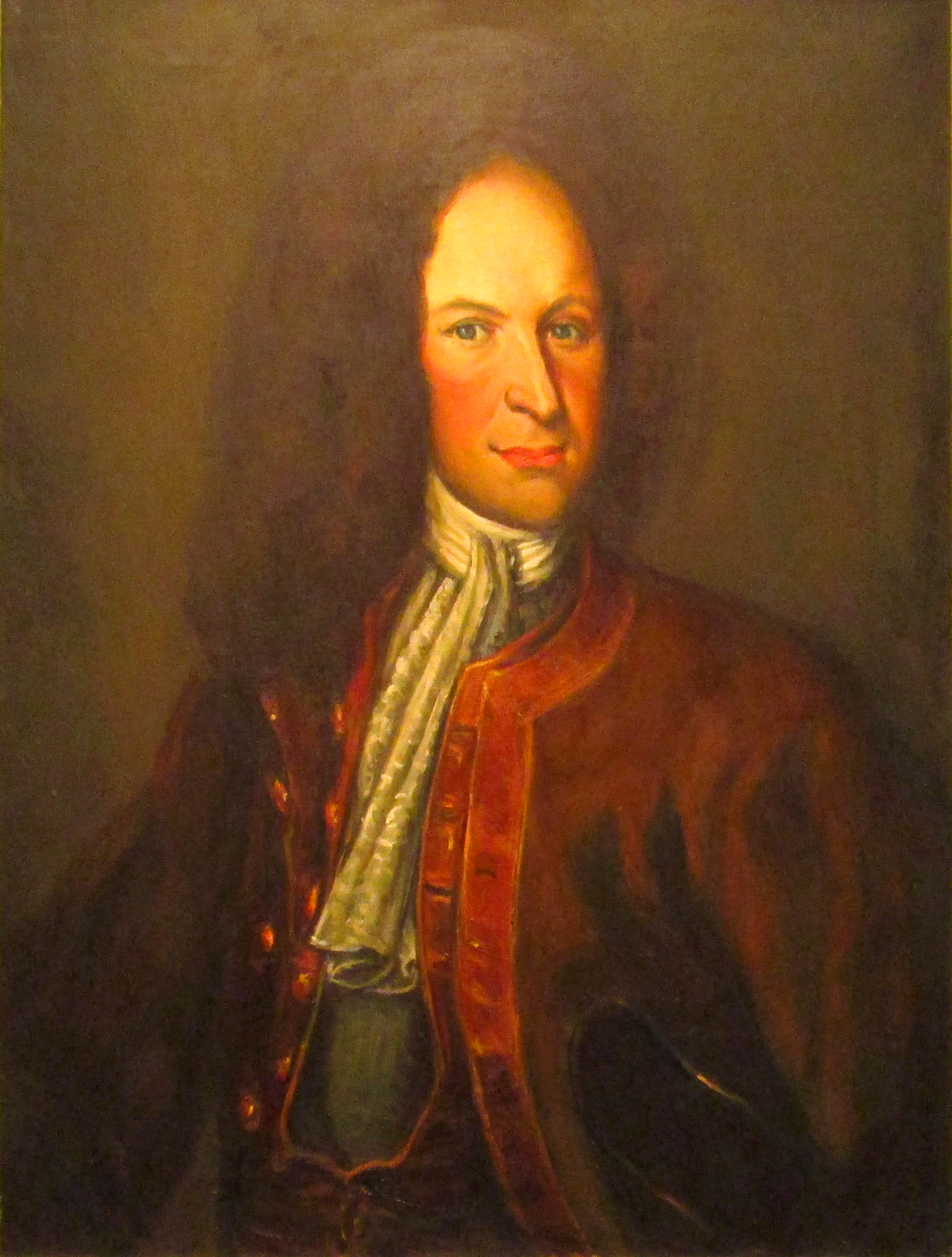
Porträttet föreställer troligen Lars Gathenhielm.

För att skydda den svenska sjöfarten från kapare och för att skada fienden, godkände Karl XII:s regering den 20 maj 1710 en kaperiverksamhet med Lars Gathenhielm i spetsen, och det är först nu som namnet "Lasse i gatan" finns dokumenterat. Initiativet kom dock ifrån Magistraten i Göteborg, då man i en skrivelse daterad 18 november 1709 anhåller hos Defensionskommissionen att få starta egen kaperirörelse ... eftersom man genom kaperi mot våra fiender, de danske och norske, förmodligen kunde något gott inbringa i landet och vända till vår nytta det, som fienden bortrövar i Skåne och förmenas bortföra till Norge.
År 1711 fick han ännu en bekräftelse. Det var en fullmakt signerad av Carolus (Karl XII), i turkiska Bender den 12 maj. I den stod det bland annat:
| ”           | ...hafwe Wij härmed och kraft af denna Wår öpna Caper-Kommission welat tillåta och befullmäktiga honom Lars Gathe at under warande detta Kriget capra på Wara Fiender, at på allehanda sätt och wis gjöra dem all möjlig skada och afbräck. | „ |
| – Karl XII, | |   |

De första fartygen som utrustades för kaperiverksamhet var Constantia, Europa och Jägaren. Det var den 14 juni 1710, då kaparbrevet utfärdades sin galjot Lilla Jägaren, som Gathenhielms namn förekommer första gången i Göteborg. Med detta fartyg hade han tidigt stora framgångar, vilket ledde till att han, tillsammans med ett konsortium från Dunkerque, inköpte kaparefregatten Le Triumphant. Kaparskeppen blev allt fler och många av Onsalas sjöfarare "omskolades" snabbt till kapare, och år 1711 hade Lars Gathe förvärvat kaparefartygen Förgyllda Eschaloupen, Hoppet, Mercurius, Packan och Vinthunden. Första gången som Lars Gathe finns dokumenterad som kapten på ett kaparefartyg är på den lilla Vinthunden, som är bestyckad med 4 kanoner och har 18 mans besättning. Vinthunden ger sig ut endast några dagar efter bröllopet med Ingela för att "kapra". Hans mest berömda och fruktade fartyg var kaparefregatten "Le navigateur suédois d'Islande" (Den svenske Islandsfararen). Den hade köpts in 1714 i England av Jonas Alström och hette då de Olbing Galley. Under kapten Sam Blackmans befäl, med 90 mans besättning och sedan fregatten omdöpts till Prinsessan Ulrica Eleonora, råkade man i strid med sjömilitären Peder Tordenskjold, vars ammunition dock tog slut. Fartyget tilldömdes Lars Gathenhielm 1716, som gav det dess nya namn, Den svenske islandsfararen.
Hösten 1712 blev Gathenhielm åtalad av amiralitetsfiskalen för att han "– tvärt emot H. K. Maj:ts allernådigste förbud olovligen hyrt sig fyra enrolleringsbåtsmän från Onsala socken". Han försvarade sig inför amiralitetsrätten med att han endast använt manskapet i mindre båtar för en rekognosceringstur norröver i skärgården. Men åklagaren kunde efter vittnesförhör bevisa att detta var osant, i det att båtsmännen i själva verket varit inhyrda för en resa till Norge med Vinthunden och La Revange. Gathenhielm dömdes därför den 16 december 1712 för brott mot förordningen av 17 mars 1711 att böta 100 daler silvermynt per huvud eller sammanlagt 400 daler.
Guvernören Carl Gustaf Mörner skrev regelbundna rapporter om kaperiverksamheten till Karl XII den 4 april 1717:
| ”                     | Gathenhielm regerar som en turk; alla hans fartyg äro i sjön." Den 29 juli, "I dag har Gathenhielms kapare bragt in 3 kapitabla priser med salt, vin och tobak, tagna vid Stavernen i Norge." Den 9 augusti, "Gathenhielms fransyska fregatt ligger färdig att gå ut, men han vill ha 50 soldater på färden ... Jag är så brydder av hans kaperi, att när han icke strax får som han vill, så blir han sticken och håller alla för missgynnare." Den 29 november, "Gathenhielms kapare SaintLeger har gjort en braf aktion i förrgår utanför Varberg. Han finner en konvoyflotta, som skall gå åt Sundet. Han attackerar konvoyen, som hade 24 stycken. Ett stort skepp, västindiefarare, slåss i elva glas med honom, och omsider äntrar han konvoyaren... | „ |
| – Carl Gustaf Mörner, | |   |

Gathenhielm led av en höftskada som innebar att han tvingades använda kryckor och tillbringade förmodligen av denna anledning inte mycket tid till sjöss. I början av 1716 var hans hälsa så nedsatt att han: "...ej väl förmådde att gå upp för trapporna till läktaren i kyrkan" (han fick anhålla om bänkplats i Domkyrkan).
I samband med att Gathenhielm utnämndes till kommendör 1717 ställdes alla andra kapare under hans befäl. När han så fann det nödvändigt skulle de vara skyldiga att "gå med honom till sjös, att med samlad makt utföra den plan, som han nyttig finner, då samtlige kapare skola vara honom lydige". Det gods som erövrades vid ett sådant tillfälle skulle fördelas bland deltagarna i expeditionen i förhållande till vars och ens utrustning. Varje kapare var också skyldig att, när han kom i land, genom rapporter hålla Gathenhielm underrättad om "vad han under dess utevarande i sjön förnummit".

### Affärer
Gathenhielms styrka var dock som redare, affärsman och organisatör, medan den praktiska verksamheten sköttes av underlydande. Lars anklagades vid ett par tillfällen för ren piratverksamhet men han beskyddades av kungen själv och dömdes aldrig för detta. En av rederiets kaptener, irländaren John Norcross, värvade erfarna sjörövare från bland annat Indiska oceanen. Norcross övergick efter Lars död till regelrätt sjöröveri och fängslades så småningom för detta – först i Sverige och sedan, efter det att han lyckats fly, i Danmark där han satt fängslad i trettio år.
Bland delägarna i Gathes företag fanns finansmannen David Amija, köpmannen Wilhelm von Utfall, tullöverinspektören Peter Tillroth och släktingen Olof Knape (adlad Strömstierna). De investerade kapital och fick mångdubbelt tillbaka, när varorna från kaperiet såldes på auktion till grossisterna i staden. Så småningom öppnade Gathe en egen butik, där han sålde vin, specerier, hampa, sill, spannmål, tobak, sidentyg och annat, vilket retade stadens handelsmän, som dock inte hade makt att stoppa honom.
Lars och brodern Christen adlades den 29 december 1715 Gathenhielm för sina insatser inom den svenska sjöfarten. Det adliga ättenumret var 1496. Lars utnämndes 15 januari 1717 till kommendör vid flottan och chef för Västkustens Marindistrikt. Den 5 februari 1718 förlänades Gathenhielm Gambla Skiepsvärfvet av Karl XII för anläggandet av ett repslageri, vilket efter hans död fullbordades av hustrun Ingela som övertog förläningen på varvet för sig och sina arvingar den 7 oktober 1718 och den 10 april 1722. Repslageriet kom att ligga där nuvarande Bangatan går (namnet av repslageribanan).
Under åtta års kaparverksamhet köpte och utrustade Gathenhielm och var delägare i ett femtiotal fartyg samt kapade fler än 80. Hans förmögenhet anges år 1716 uppgå till 22 530 daler silvermynt.

### Smuggling
I början av 1718 blev Lars Gathenhielm av major Gustaf Ruthensparre anklagad för att ha försökt smuggla ut 5 000 daler silvermynt i myntade kopparplåtar, med den holländska galioten "Jonge Jacob". Kammarfiskalen i Göteborg Johan Fredrik Ulf fick då i uppdrag att åtala Gathenhielm hos magistraten. Men den 15 mars 1718 uppges Lars Gathenhielm till rätten vara dödligt sjuk och han dog den 25 april samma år i sitt hus vid Lilla Torget i Göteborg, endast 29 år gammal. Det visade sig senare att Gathenhielm av kungen fått tillstånd att skeppa ut 7 500 daler silvermynt i plåtar, men vittnen kunde intyga att hela "23 enkla och 2 dubbla kistor med plåtar, samt 14 kistor från någon plats i Halland, där fartyget lagt till" (i efterhand konstaterat vara motsvarande 5 000 daler silvermynt). Detta omfattande smugglingsförsök, som uppdagades i strid med löftet från Karl XII anses ha påskyndat hans död.
Göteborgsforskaren Sören Skarback hävdar att Gathenhielm befann sig i Onsala då han fick besked om att kopparplåtarna blivit beslagtagna. Han skulle då ha gjort en vådligt snabb resa med häst och vagn till Göteborg för att kunna undanröja dokument som annars kunde användas mot honom i en rättegång. Strategin lyckades, men hans redan förut svårläkta skada i höften gick upp under färden och kallbrand tillstötte därefter i såret.
Begravningen ägde rum den 4 maj 1718. Efter hans död drevs kaparimperiet vidare av hans driftiga hustru, Ingela Hammar.
En gravöppning gjordes av anatomiprofessor Carl-Herman Hjortsjö om vilken han skrev boken Lars Gathenhielms vittnesbörd: en medicinsk-antropologisk och kulturhistorisk undersökning 1957.

### Fastigheterna

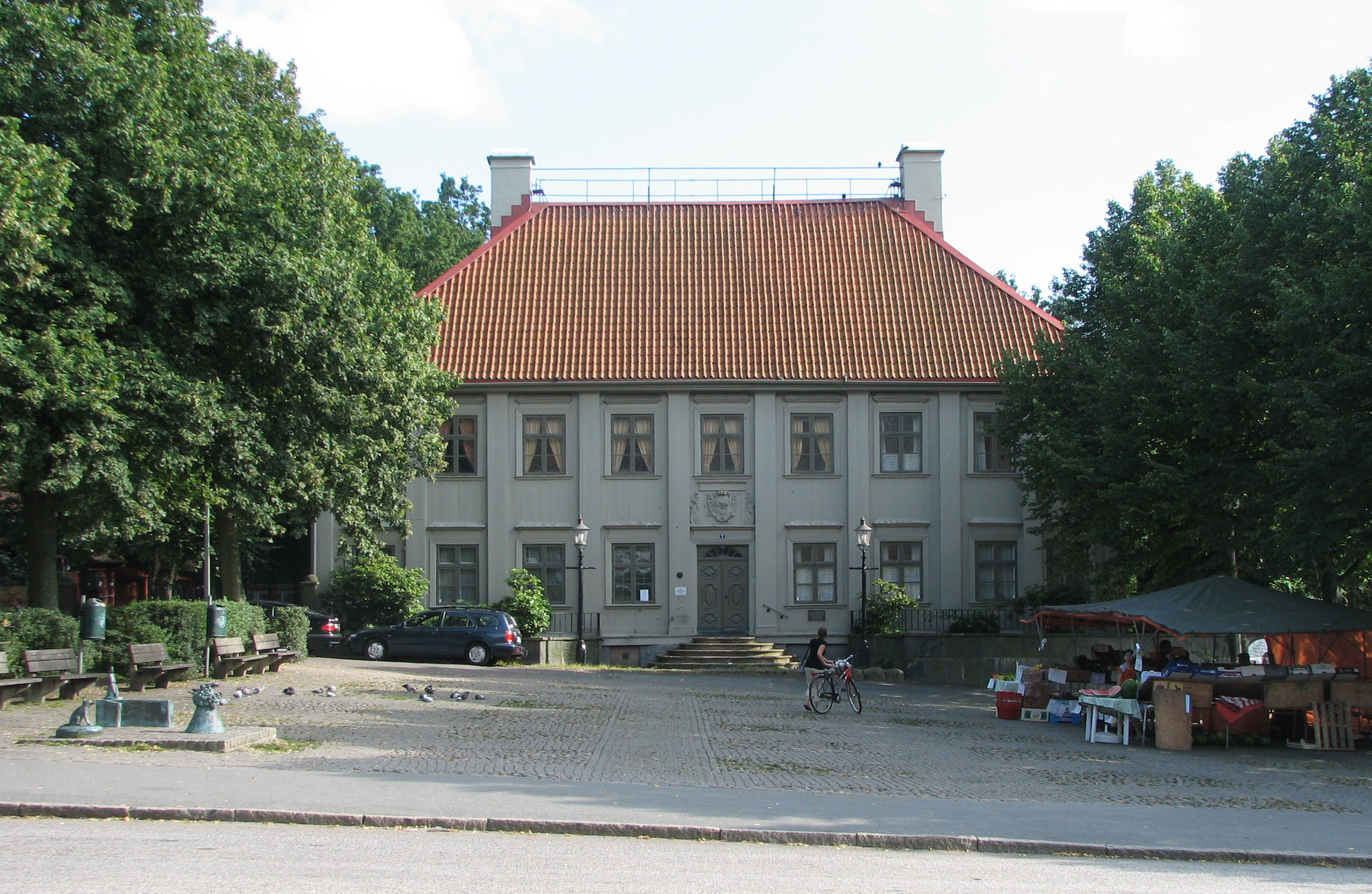
Gathenhielmska huset uppfört efter Lars Gathenhielms död på Stigbergstorget i Göteborg. År 1717 fick Gathenhielm av Karl XII, som ett erkännande, marken där nuvarande Stigbergstorget ligger.

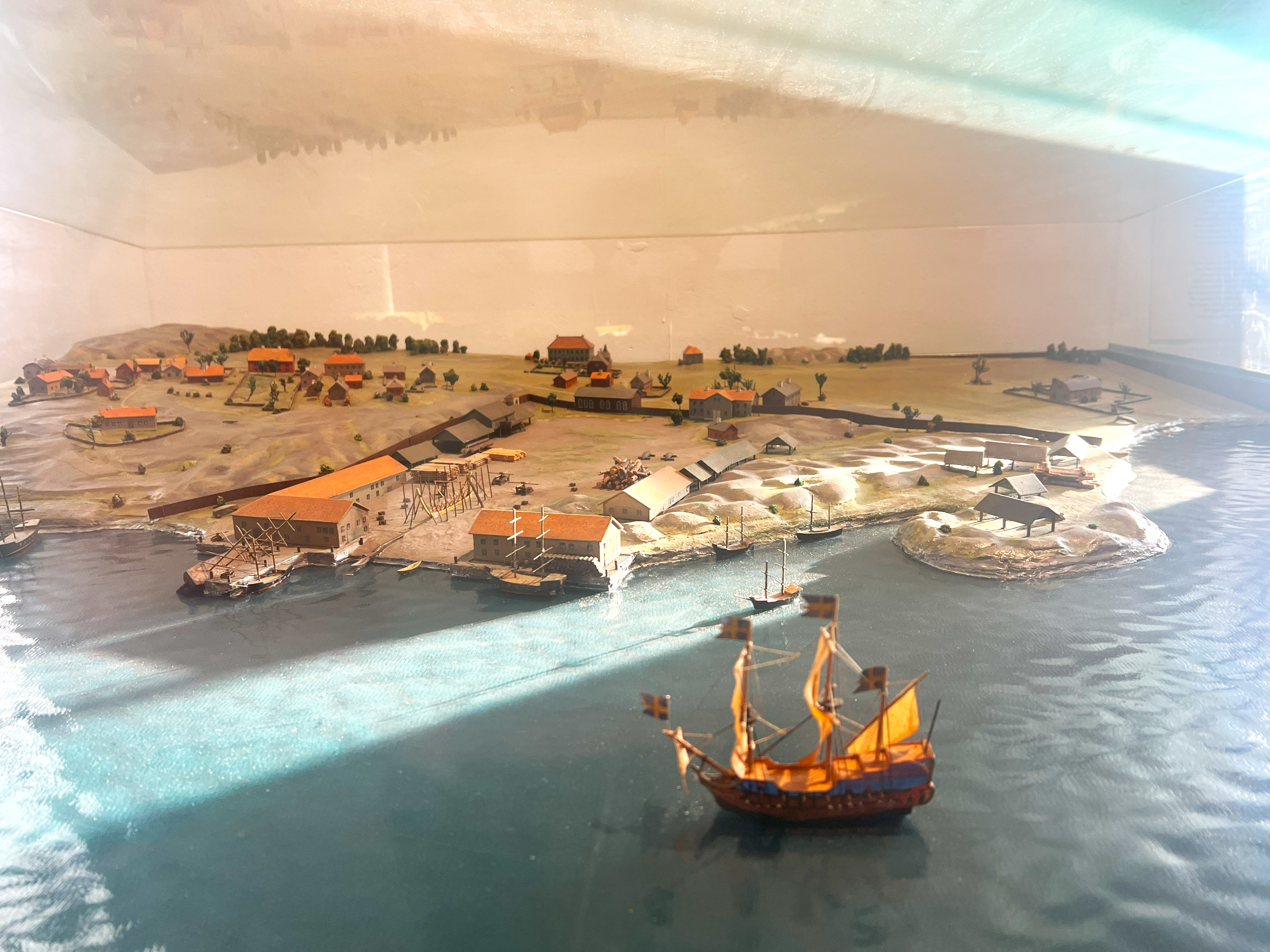
Modell av Gamla varvet i början av 1700-talet på Sjöfartsmuseet Akvariet i Göteborg, skala 1:275. Den stora byggnaden längst bak i mitten föreställer Gathenhielmska huset.

Gathenhielm köpte fastigheten nr. 43 i 5:e roten, kvarteret Alströmer, den 15 februari (fastebrev 17 april) 1711, vilket var den västra delen av ett tvåvånings trähus med stor källarvåning, vid nuvarande Lilla Torget 6 i Göteborg, av borgmästaren i Borås stad Magnus Melander för 2 400 daler silvermynt. Han fick lagfart den 27 februari samma år och blev mantalsskriven där. På samma adress bodde även hans bokhållare Marcus Bruhn, en dräng, två pigor och en pojke.
Lars Gathenhielm var också nära att bli ägare till rådman Henrik Eilkings hus, nuvarande Norra Hamngatan 14, som han faktiskt köpte av Eilkings arvingar 1716. Men vid tredje uppbudet (uppbud = offentliggörande av önskan att sälja fastighet, vilket skulle ske tre måndagar med fyra veckors mellanrum för att släktingar skulle kunna utöva sin bördsrätt/företrädesrätt vid köp), förekoms han dock av handelsmannen, borgmästaren, kommerserådet och grundaren av Sahlgrenska sockerbruket, Jacob Sahlgren († 1736 och far till Niclas Sahlgren), som hävdade sin bördsrätt.
Han ägde även en större trädgård i Haga, troligen belägen mellan nuvarande Linné- och Landsvägsgatorna, i höjd med Tredje Långgatan. Dessutom ägde han en tomt vid Stigbergstorget i Majorna som han år 1717 hade fått av Karl XII, som ett erkännande för sina framgångar som "konungens kapare". På denna tomt står nu det Gathenhielmska huset, uppfört någon gång på 1740-talet.

### Ingela Gathenhielm
Lars Gathenhielm gifte sig den 2 april 1711 med skeppsredaredottern Ingela Olofsdotter Hammar (11 september 1692 - 29 april 1729) från Hammarkulla gård i Onsala. Ingelas far hette Olof Nilsson Hammar och hennes mor hette Gundla Mårtensdotter. Det står helt klart att Gathes fru Ingela var en pådrivande kraft, som ständigt sporrade honom i hans arbete, och det anses att äran för makens bedrifter även ska komma henne till del. Efter makens död gifte Ingela Gathenhielm om sig i början av år 1722 med överstelöjtnanten Isak Browald (1688–1754), och dog den 29 april 1729 på Browalds gård Lerjeholm. Ingela Gathenhielms gata i stadsdelen Högsbo bär hennes namn sedan 1988.

## Minnesföremål

### Porträttet
År 1885 inköptes till Rosenborgs slott i Danmark av en "nordman M. Andersen" för 50 kronor, ett porträtt i olja som inregistrerades i museets samlingar som "en falsk Tordenskiöld". Från Rosenborg överflyttades det senare till det Nationalhistoriske Museum på Frederiksborg, Hilleröd, där det på grund av sitt skadade skick blev restaurerat. Till Norge lär porträttet ursprungligen ha kommit från Bohuslän.
Målaren är okänd, men porträttet anses föreställa Lars Gathenhielm, för övrigt det enda kända av honom. Porträttet har undersökts i omgångar av olika specialister och likheten med porträtt av hans mor och syster samt vetenskapliga studier av Lars Gathenhielms kranium vid kistöppningarna 1919 samt 1956 talar för den slutsatsen.
"Samtliga porträtt visar samma avlånga huvudform, samma ställning på ögonen, samma färg på dessa, samma fylliga underläpp och samma kraftiga haka. Det falska Tordenskioldsporträttet visar en man i Lars Gathenhielms ålder, då han, som kapareredare och kommendör, omkring 1717 vid 28 års ålder hade sina största framgångar. Huvudet är prytt med en allongeperuk av mörkbrun färg. En sådan återfanns i Lars Gathenhielms kista, då denna öppnades 1919". För övrigt visade undersökningen 1919 att hans längd var cirka 162 centimeter.

### Kistorna
I Onsala kyrka finns det Gathenhielmska gravkoret, där "Lasse i Gatan" med fru Ingela vilar. I en underjordisk gravkammare står två vita marmorkistor, vilka var och en innesluter först en träkista och sedan en av koppar. Dessa kistor är mycket konstnärligt utförda och tillverkades i Italien. Enligt en skröna beställdes de av den danske kungen för kungen själv och hans drottning. Vidare skulle Gatenhielm kapat det danska skepp, som skulle fraktat marmorkistorna till Köpenhamn, och fört kistorna till Onsala. Men enligt Göteborgs Tolagsjournal från hösten 1718 blev sarkofagerna betalda och i laga ordning importerade och förtullade. Eftersom Lars Gathenhielm dött på våren samma år var det hustrun Ingela som betalade tullen, en procent av värdet, för dem. Marmorkistorna kostade 44 000 daler.
På Lars Gathenhielms kista finns inskriptionen:

Wälförordnade Commendeur til siös.
Den wälborne Herren
Herr Lars Gathenhielm
Född 1689 D: 30 Nov: i Onsala på gården Gatha.
Afleden i Giötheborg 1718
D: 25 April Uti sit 29 Ålders Åhr.
Mortem moriturus Morte
Devincit Mortem Morte
Morituro Condigna. Döden
är opsvolgen uti segren. 1 Cor. XV: 55
Med afwundsögon må min grift ej ansed blifwa
Af dig som ej kan få den lyckan som jag nått
Min flit på jorden blef välsignadt med alt gådt.
Men tänk hvad glädie Gud min själ har welat gifwa.
Dat Vitam Mortis Vita
Mater: in Christo vivit vitam
exul Mortis vita. Ock thet
lifwet är i hans son. 1 Joh. V. 11.
Til wärdsligt nöje har min möda wida hunnit
Men hos min Gud jag nu fullkomlig glädie har.
Säg då om Gathenhielm ej nogsamt lycklig war,
Som på så lycklig tid så salig ända funnit.
O ignaros
Malorum Suorum
Qvibus non Mors ut optimum
Inventum Naturæ laudatun.
På locket ligger ett krucifix i upphöjd relief.
På Ingela Gathenhjelms kista står bland annat: Fru Ingela Gathenhjelm, Herr Commendeuren Gathenhjelms maka, född i Onsala på gården Hammarkulla 1692, avleden 1720. Connubrum qui sanxit mysterium sibi addixit. Tu skall öfwergifwa- fader och moder. 
Thenna hemlighet är stor. Eph. 5: 29. 
Vid fötterna står det: Natura non habitandi locum, sed Commorandi Diversorium nobis hic dedit. 
Även på hennes lock ligger ett krucifix i upphöjd relief.
En gravöppning och medicinsk undersökning gjordes av anatomiprofessor Carl-Herman Hjortsjö 1957.

## Familj

### Syskon
- Christian (Kristen), f. 6 oktober 1682 - d. 5 mars 1722 och begravd i Tyska kyrkan den 9 mars, samma år. Christian gick redan 1693 till sjöss och gjorde resor på England, Holland, Frankrike och Medelhavet. Han blev styrman 1699, kofferdikapten 1701, underlöjtnant vid Amiralitetet i Göteborg 2 mars 1704, överlöjtnant den 5 april 1712, kapten vid Extra staten 1 mars 1714, kapten på stat 2 maj 1716, kommendör 11 maj 1718. Avsked den 17 februari 1720. Gift 18 januari 1711 med Helena Katarina Utfall (1689-1750), vars far var rådmannen och bankokommissarien Jacob Utfall, stamfader till ätterna von Utfall, och mor var Maria Kuyl. De fick nio barn, och bland dessa märks dottern Helena Beata (1718-1782), gift med överhovjägmästaren Carl Lambert Jernsköld till Smedstorp.[33] Efter makens bortgång gifte hon om sig med assessor von Döbeln.
- Kirstin Andersdotter, 1683-1723. Gift med kaparekaptenen Nils Knape, Råö.
- Pyrita, 1684-1729.
- Helena, 1686-(död ung).
- Thalla, 1687-(död ung).
- Börje, 1688-1710.
- Börta. Gifte sig med handelsmannen Michel Andersson Stare på Staregården i Onsala.
- Erik, 1692-1712. Kaparekapten på skeppet La Revange, endast 18 år (1694–1712).
- Anna-Thalena, 1694–1777. Gifte sig som tonåring med amiralitetslöjtnanten Anders Thorsson, som omkom när kaparen Siöblad förliste 1711. Anna-Thalena gifte då om sig med handelsmannen, kommissarien och redaren Johan Hansson Busck från Majorna, Göteborg.[34]

### Barn med Ingela Gathenhielm
- Kristina, f. 30 mars 1713 - † tidigt.
- Anders, f. 4 augusti 1714 - † 9 oktober 1768. Studerade juridik i Lund 1730, död i lungsot i Maria församling, Stockholm och begravd där den 12 oktober. Enligt begravningsboken var han "Sekreterare i Kongl. Cammarcollegio...". Ätten utslocknade med honom på svärdssidan.
- Olaus, f. 23 juli 1715 - † tidigt.
- Karl, f. 12 augusti 1716 - † tidigt.
- Lars, f. 5 november 1717 - † tidigt.

## Adelsbrevet

Gatenhielmska vapnet.

Adelsbrevet förlänades bröderna Christen och Lars Gathe från Onsala av Karl XII år 1715. Vid adlandet lades faderns namn Gathe ihop med moderns flicknamn Hjelm, varvid ätten Gathenhielm därpå introducerades på Riddarhuset. Adelsbrevet är präntat på pergament och inbundet i ett brunt, helfranskt band med bårder och Karl XII:s monogram i guldtryck, kungens sigill och fäst med blågula snoddar.
Kungen pekar på brödernas mod och krigskunskap och lovar de "älskeliga" undersåtarna stora nådetecken, friheter och förmåner, det vill säga allt som hör en adlig person till. Adelsskölden skulle ha följande utseende: En blå skiöld, twert öfwer hwilken ligger en steenlagd Gata av gull hwaröfwer lyser en sohl af samma metall, samt under ett Lejon iemwäl av gull; Ofwanpå Skiölden står en öppen Tornerhielm, hwarutur upstiger öfra dehlen af ett gyllene Lejon emellan twenne Swenske Chronflaggor. Krantzen och Löfwärcket är af gull och blått [...]. Karl XII tar i sköldebrevet upp Christen Gathes bedrifter sedan han 1693 reste till sjöss på England, Holland, Frankrike och runt omkring i Medelhavet. Han får beröm för att ha både försvagat och sänkt fientliga skepp samt för att han säkert fört viktiga "Postförningar til Hålland och sådant mehra".
Karl XII framhåller att brodern Lars gjort det svenska sjöväsendet många tjänster, genom sitt kapande av fientliga skepp. Dessutom visade Lars Gathe modiga egenskaper vid belägringen av Stralsund då han försökte att förse staden och de svenska trupperna med proviant.
Turerna kring det Gathenhielmska adelsbrevet har varit många. På 1800-talet fanns det i släkten Siöcronas ägo, och en gång var det stulet och försvunnet under många år, men återbördades till Göteborg på 1940-talet. Då kom det i Vera Thams ägo, mor till syskonen Louise och Per Vollrath Tham och dåvarande ägare till det Gathenhielmska huset. Adelsbrevet är nu en raritet i Göteborgs Stadsmuseums arkiv.
Inte bara adeln utan även borgarståndet var motståndare till den Gathenhielmska ättens introduktion på riddarhuset 1719, vilket indirekt styrks genom ordalydelsen i sekreta utskottets protokoll den 23 februari 1719: "Herr Ehrencrona: Hennes Maj:t befallt mig att föredraga ett annat ärende. Hennes Maj:t utlåter sig att Hennes Maj:t intet kan förneka Gathenhielm den nåden, som H K Maj:t högstsalig gjort honom med adlig sköld och värdighets benådande, ty ingen kan priveras sådant där han icke dömes för något criminale och således lärer introduktion på Riddarhuset honom ej kunna hindras."

## Eftermäle
På frågan om Gathenhielm varit både "sjöhjälte och affärsman?" svarar Göteborgs- och militärhistorikern Hugo Fröding: 
"På denna fråga tro vi oss emellertid hafva gifvit ett indirekt svar, då vi ej uppgifvit någon enda sjöstrid, hvari han med säkerhet deltagit. På kap hade han visserligen, såsom redan anfördt, en gång farit och härunder bemäktigat sig ett handelsfartyg, men huruvida detta skett efter strid är väl osäkert. Att han efter änkans utsago själf varit med på det fartyg, som skulle föra undsättning till Stralsund men härunder af danskarna jagats i land, måste anses apokryfiskt, då adelsbrefvet uttryckligen anger, att han personligen icke deltog i denna expedition. Anmärkningsvärdt är äfven, att, då brodern Kristens kofferdifärder i unga år såväl till omfattning som tidrymd i dennes adelsbref anföras, så omnämnas i Lars Gathes alls inga företagna sjöfärder, utan endast den meriten, att i ungdomen hafva vinnlagt sig om sjöväsendet. Den honom af Karl XII tillagda kommendörskaraktären jämte det eventuella befälet öfver alla kapare torde således näppeligen bevisa mer än konungens förtroende för honom, alltså snarare hafva varit en uppmuntran än en belöning. Kan således Lars Gathenhielms egenskap af sjöhjälte betviflas, så är hans betydenhet som affärsman så mycket mera obestridlig."
Den kände Tordenskjoldsbiografen Olav Bergersen har kommit till uppfattningen att det uteslutande var Gathenhielms framstående egenskaper som affärsman och organisatör av kaparväsendet och alltså inte hans insatser på krigarstråten, som gjorde hans namn så berömt eller möjligen beryktat.
Flera muntliga sägner och spökhistorier om Gathenhielm spreds ännu långt efter hans död i hembygden. Enligt sägnen sparkar den orolige kaparen vid midnatt av sig marmorlocket på sin kista, hoppar i en båt och ger sig ut på havet. Där möter han Tordenskjold och det blir en strid som pågår ända tills solen går upp, då de båda kämparna försvinner. Traditionen gör även gällande att då Gathenhielm inte kunde få ro i sin kista, fann man sig redan under änkans livstid föranlåten att flytta hans ben ut till en öde holme som bär namnet Norra Herta och ligger i de farligaste delarna av Hallands skärgård. Men inte heller där fick den döde ro förrän man fäste kistan med järnband vid klippan. Dock sades Gathenhielms spöke ändå fortsätta att under mörka nätter föra ett fruktansvärt liv på platsen. Ryktet om makarna Gathenhielms bedrifter har också gjort att ortnamnet Hammarkulla spritt sig till andra ställen.

## Gathenhielm i populärkultur
- Konungens kapare (1891) av Mårten Gabriel Leijonsköld Oxenstierna, är en historisk roman med Gathenhielm som huvudperson. En serieversion av romanen publicerades i Illustrerade Klassiker nr 197, under titeln Kungens kapare.
- I Selma Lagerlöfs roman Löwensköldska ringen omnämns Gathenhielm i det femte kapitlet i ganska negativa ordalag.
- Dramat Lars Gathenhjelm, av C.R.A. Fredberg och med Torsten Hammarén i titelrollen, spelades vid Stora teaterns 50-årsjubileum september-oktober 1909.[9]
- Stefan Andersson har skildrat Lasse i gatan i visan "Vinthunden" från albumet Skeppsråttan.